# Reshad de Gerus
Reshad de Gerus (Sainte-Marie, 1º luglio 2003) è un pilota automobilistico francese.

## Carriera

### Kart e monoposto
Reshad de Gerus inizia a correre in kart nel 2010, durante la sua carriera come miglior risultato ottiene il secondo posto nella IAME Finale Nationale nel 2017.
Nel 2018 il pilota francese passa alle corse in monoposto, correndo nella Formula 4 francese Junior dove arriva secondo dietro a Théo Pourchaire conquistando quattro vittorie e sedici podi. L'anno seguente De Gerus passa al Campionato francese di Formula 4, ottiene altre quattro vittorie e chiude anche in questo caso al secondo posto dietro a Hadrien David.

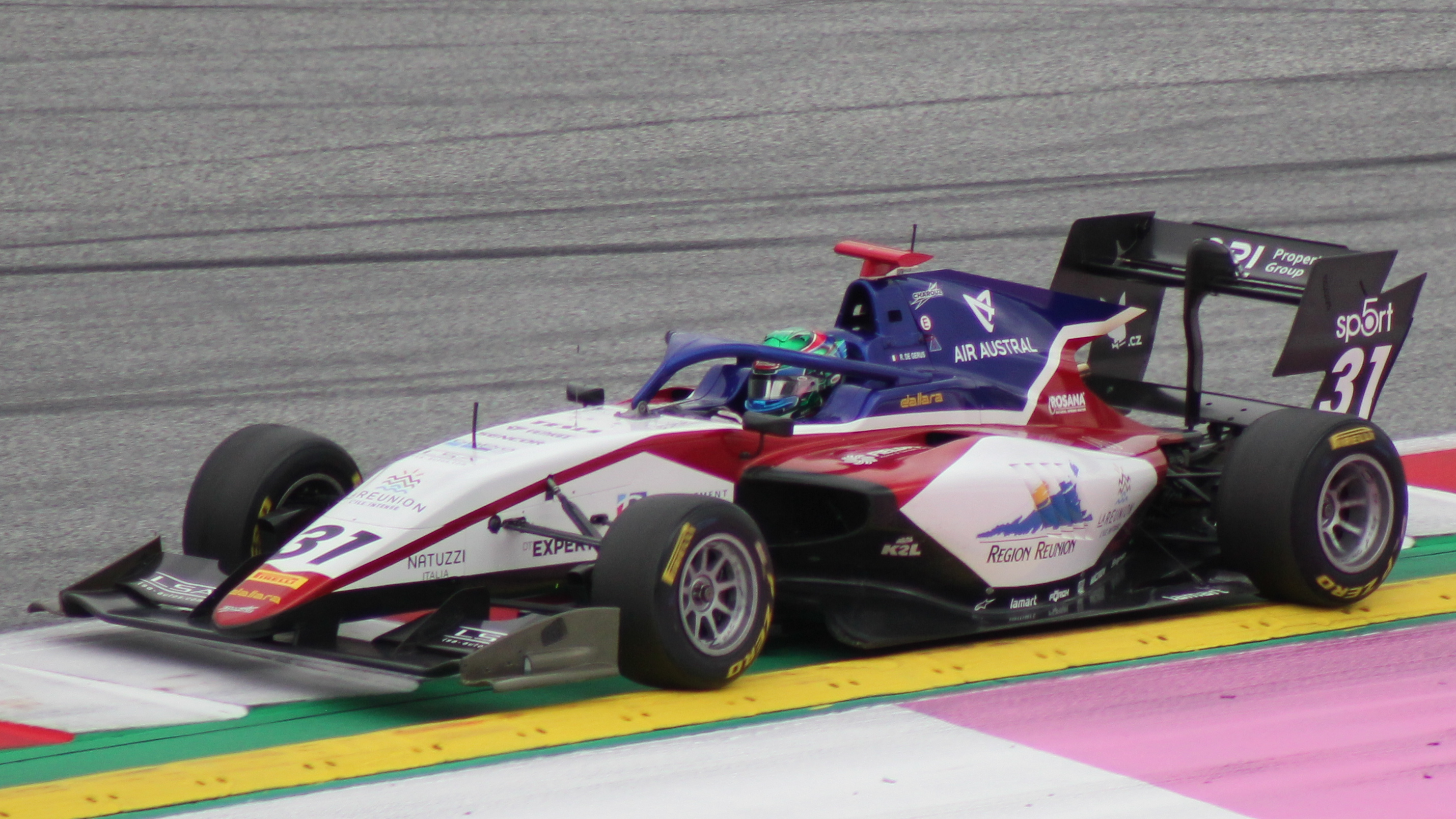
Reshad de Gerus in Formula 3 nel 2021

Per il 2020, De Gerus passa alla Formula Renault Eurocup correndo per il team Arden Motorsport insieme ad Alex Quinn e Ugo de Wilde. La stagione risulta più complicata delle aspettative, il pilota francese arriva in zona punti solo in tre occasioni e chiude diciassettesimo in classifica.
Nel 2021, De Gerus sale di categoria passando alla Formula 3, correndo al fianco di Logan Sargeant ed Enzo Fittipaldi per il team Charouz Racing System. Dopo le prime dodici gare, dove non ottiene nessun punto il team decide di sostituirlo con Zdeněk Chovanec. Rimasto senza sedile si iscrive per due round Euroformula Open con il Team Motopark.

### Endurance

Reshad de Gerus durante la 24 Ore di Le Mans 2023

Nel 2022 de Gerus lascia le corse in monoposto e si dedica alle corse di durata unendosi al Duqueine Team per partecipare al European Le Mans Series. Il pilota francese partecipa ai primi tre round, dove ottiene il sesto posto nella 4 Ore di Imola. Lo stesso anno prende parte alla 24 Ore di Le Mans sempre con il team francese.
L'anno seguente continua nella serie passando al team Cool Racing con José María López e Vladislav Lomko. Mentre partecipa ancora alla 24 Ore di Le Mans in coppia con Lomko e il campione IndyCar, Simon Pagenaud.
Viene scelto dalla FIA per i Rookie Test, il pilota francese guiderà l'Hypercar della Toyota, vincitrice della stagione 2024 del WEC. L'anno seguente rimase nella European Le Mans Series con il team francese Duqueine.  

## Risultati

### Riassunto della carriera
| Stagione | Serie                              | Team                  | Gare | Vittorie | Pole | GPV | Podi | Punti | Pos. |
| -------- | ---------------------------------- | --------------------- | ---- | -------- | ---- | --- | ---- | ----- | ---- |
| 2018     | Formula 4 francese Junior          | FFSA Academy          | 21   | 4        | ?    | ?   | 16   | 299   | 2º   |
| 2019     | Formula 4 francese                 | FFSA Academy          | 21   | 4        | 2    | 3   | 11   | 233.5 | 2º   |
| 2019     | FIA Motorsport Games Formula 4 Cup | Team Francia          | 1    | 0        | 0    | 0   | 0    | N/A   | 5º   |
| 2020     | Formula Renault Eurocup            | Arden Motorsport      | 20   | 0        | 0    | 0   | 0    | 8     | 17º  |
| 2021     | Formula 3                          | Charouz Racing System | 12   | 0        | 0    | 1   | 0    | 0     | 28º  |
| 2021     | Euroformula Open                   | Team Motopark         | 6    | 0        | 0    | 0   | 0    | 30    | 16º  |
| 2022     | European Le Mans Series            | Duqueine Team         | 3    | 0        | 0    | 0   | 0    | 8     | 18º  |
| 2022     | 24 Ore di Le Mans - LMP2           | Duqueine Team         | 1    | 0        | 0    | 0   | 0    | -     | 25º  |
| 2023     | European Le Mans Series            | Cool Racing           | 2    | 0        | 2    | 0   | 0    | 26*   |      |
| 2023     | 24 Ore di Le Mans - LMP2           | Cool Racing           | 1    | 0        | 0    | 0   | 0    | -     | Rit  |

* Stagione in corso.

### Risultati in Formula 3
(legenda) (Le gare in grassetto indicano la pole position) (Le gare in corsivo indicano Gpv)
| Stagione | Team                  | 1   | 2   | 3   | 4   | 5   | 6   | 7   | 8   | 9   | 10  | 11  | 12  | 13  | 14  | 15  | 16  | 17  | 18  | 19  | 20  | 21  | Punti | Pos. |
| -------- | --------------------- | --- | --- | --- | --- | --- | --- | --- | --- | --- | --- | --- | --- | --- | --- | --- | --- | --- | --- | --- | --- | --- | ----- | ---- |
| 2021     | Charouz Racing System | CAT | CAT | CAT | LEC | LEC | LEC | RBR | RBR | RBR | HUN | HUN | HUN | SPA | SPA | SPA | ZAN | ZAN | ZAN | SOC | SOC | SOC | 0     | 28º  |
| 2021     | Charouz Racing System | 20  | 13  | 23  | 19  | 25  | 21  | 20  | 23  | 17  | 24  | 18  | 20  |     |     |     |     |     |     |     |     |     | 0     | 28º  |

### Risultati in European Le Mans Series
| Anno    | Squadra       | Classe | Vettura  | PAU | IMO | MON | BAR | SPA | POR | Punti | Pos. |
| ------- | ------------- | ------ | -------- | --- | --- | --- | --- | --- | --- | ----- | ---- |
| 2022    | Duqueine Team | LMP2   | Oreca 07 | 12  | 6   | Rit |     |     |     | 8     | 18º  |
| Anno    | Squadra       | Classe | Vettura  | BAR | LEC | ARA | SPA | POR | ALG | Punti | Pos. |
| 2023    | Cool Racing   | LMP2   | Oreca 07 | 4   | 4   | 6   | 3   | 4   | 7   | 68    | 6º   |
| Anno    | Squadra       | Classe | Vettura  | BAR | LEC | IMO | SPA | MUG | ALG | Punti | Pos. |
| 2024    | IDEC Sport    | LMP2   | Oreca 07 | 4   | 4   | 5   | 3   | Rit | 13  | 50    | 7°   |
| Legenda |               |        |          |     |     |     |     |     |     |       |      |

*Stagione in corso.

### Risultati nella 24 Ore di Le Mans
| Anno | Team               | Co-piloti                      | Auto            | Classe | Giri | Pos. | Class Pos. |
| ---- | ------------------ | ------------------------------ | --------------- | ------ | ---- | ---- | ---------- |
| 2022 | Duqueine Team      | Richard Bradley Memo Rojas     | Oreca 07-Gibson | LMP2   | 326  | 52º  | 25º        |
| 2023 | Cool Racing        | Simon Pagenaud Vladislav Lomko | Oreca 07-Gibson | LMP2   | 158  | Rit  | Rit        |
| 2024 | IDEC Sport         | Paul Lafargue Job van Uitert   | Oreca 07-Gibson | LMP2   | 326  | 17º  | 3º         |
| 2025 | Iron Lynx - Proton | Macéo Capietto Jonas Ried      | Oreca 07-Gibson | LMP2   | 365  | 21º  | 4º         |